# ジョーイ・バッドアス
ジョーイ・バッドアス（Joey Badass、本名: Jo-Vaughn Virginie Scott、1995年1月20日 - ）は、アメリカ合衆国ニューヨーク市ブルックリン出身のラッパー、ソングライター、音楽プロデューサー、ヒップホップミュージシャン、俳優。正式にはJoey Bada$$と表記する。
ヒップホップ・コレクティブPro Eraの創設メンバーであり、数々のソロ作品を発表している。2012年にデビュー・ミックステープ『1999』をリリースし高い評価を受け、2015年にはデビュー・アルバム『B4.Da.$$』をリリース。2016年には、テレビシリーズ『Mr. Robot』に俳優として出演する。2017年には2作目のアルバム『All-Amerikkan Badass』をリリースした。

## 来歴

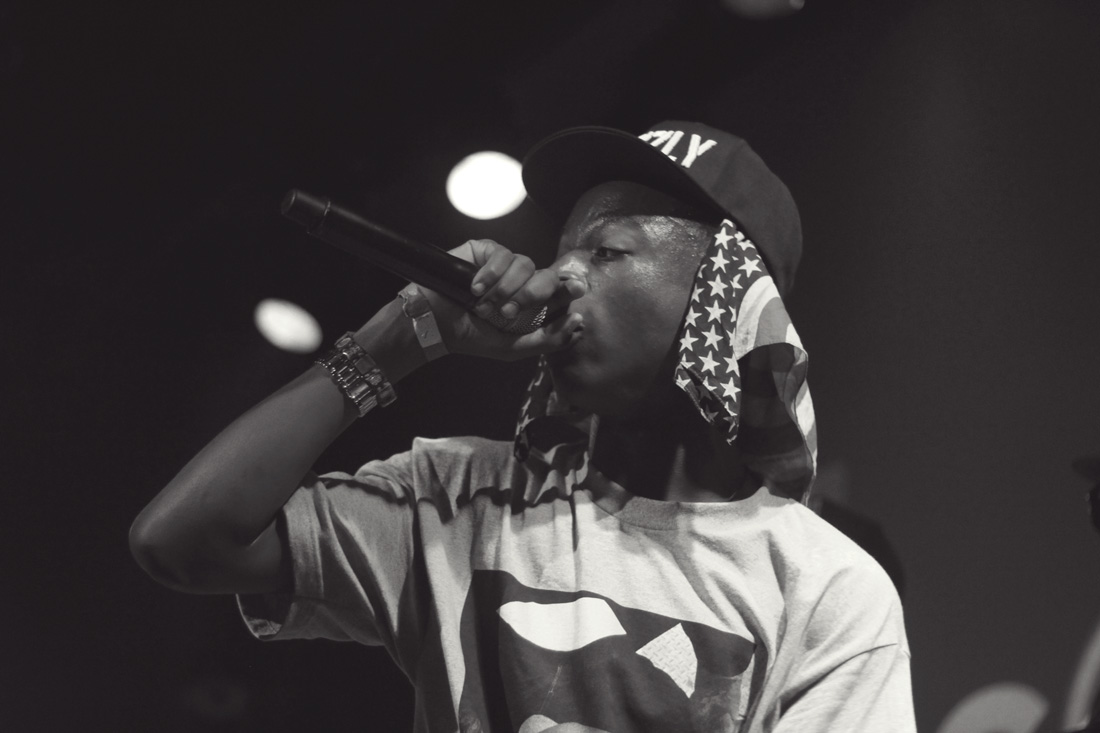
ライブでのJoey Bada$$（2012年）

1995年1月20日、ジョーイ・バッドアスこと、ジョー・ヴォーン・ヴァージニー・スコットはブルックリンのイースト・フラットブッシュ地区で生まれた。母方の家系はカリブ海のセントルシア島出身で、父方の家系はジャマイカ人である。 演技を学ぶためにエドワード・R・マロウに入学したが、9年生の頃にラップに転向した。
彼はJayOhVeeという名前でラップを始めたが、最終的には現在のJoey Badassに変更した。11歳で初めて詩や曲を書き始め、CJ Flyや高校時代の友人であるCapital SteezとPowers Pleasantによって結成されたPro Eraの創設メンバーとなった。
2010年10月、Joey BadassはYouTubeにフリースタイルの動画をアップロードし、Cinematic Music Groupの社長であるJonny Shipesの目に留まり、彼のマネージャーとなった。
2012年2月、Pro Eraはデビュー・ミックステープ『The Secc$ Tap.e』をリリースした。
2012年6月12日、Joey Badassはデビュー・ソロ・ミックステープ『1999』をリリースした。このミックステープはすぐにアンダーグラウンドシーンで人気となり、Complex誌の年間ベストアルバム第38位、HipHopDXで年間ベストミックステープに選ばれた。同年9月6日には、『1999年』の未収録曲を集めたミックステープ『Rejex』をリリースした。12月21日、Pro Eraはミックステープ『P.E.E.E.P: The aPROcalypse』をリリースした。
2013年3月26日、XXLマガジンのフレッシュマン・クラスの一員に選ばれた。7月1日、DJ Premierがプロデュースした2作目のミックステープ『Summer Knights』をリリースした。10月29日、『Summer Knights EP』がリリースされた。
2015年1月20日、デビューアルバム『B4.DA.$$$』をリリースし、絶賛を浴びる。アルバムは米Billboard 200で最高5位を記録した。
2016年3月4日、テレビシリーズ『Mr. Robot』の第2シーズンに出演し、俳優としてテレビデビューを果たす。
2017年4月7日、3作目のアルバム『All-Amerikkan Bada$$$』をリリースし、全米5位を記録する。
2018年には、XXXTentacionとのコラボレーションプロジェクトを製作していたが、XXXTentacionが殺害されたことでプロジェクトの行方は不明となってしまった。ただし、いくつかの曲はXXXTentacion名義の作品で確認されている。
2020年7月、3曲入りのEP『The Light Pack』をリリースした。

## 音楽性

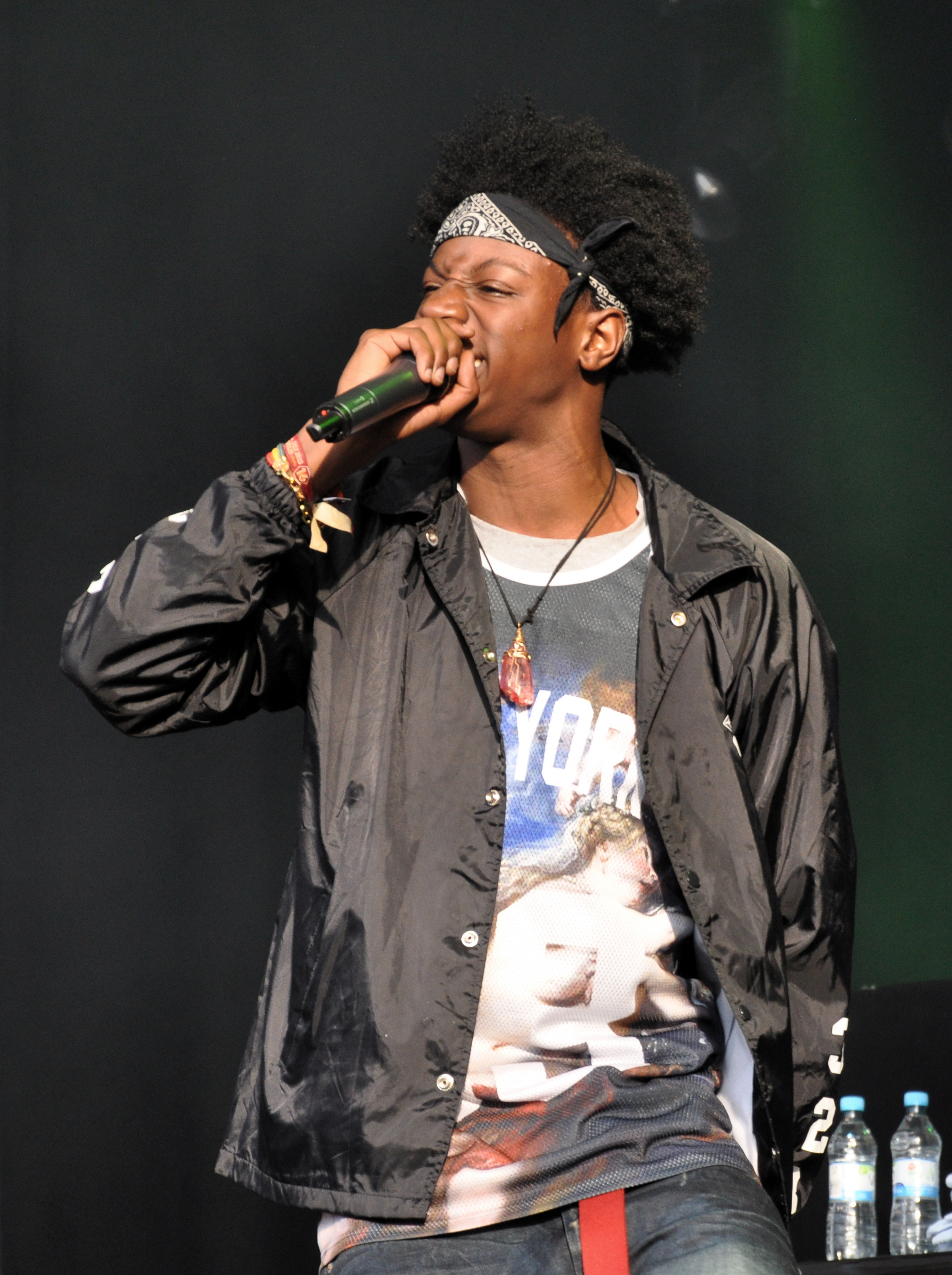
ライブでのJoey Bada$$（2013年）

### 影響を受けたアーティスト
ジョーイ・バダスはNas、Tupac Shakur、Black Thought、MF Doom、J Dilla、Andre 3000、Jay Z、The Notorious B.I.G.から影響を受けたと述べている。

## 人物

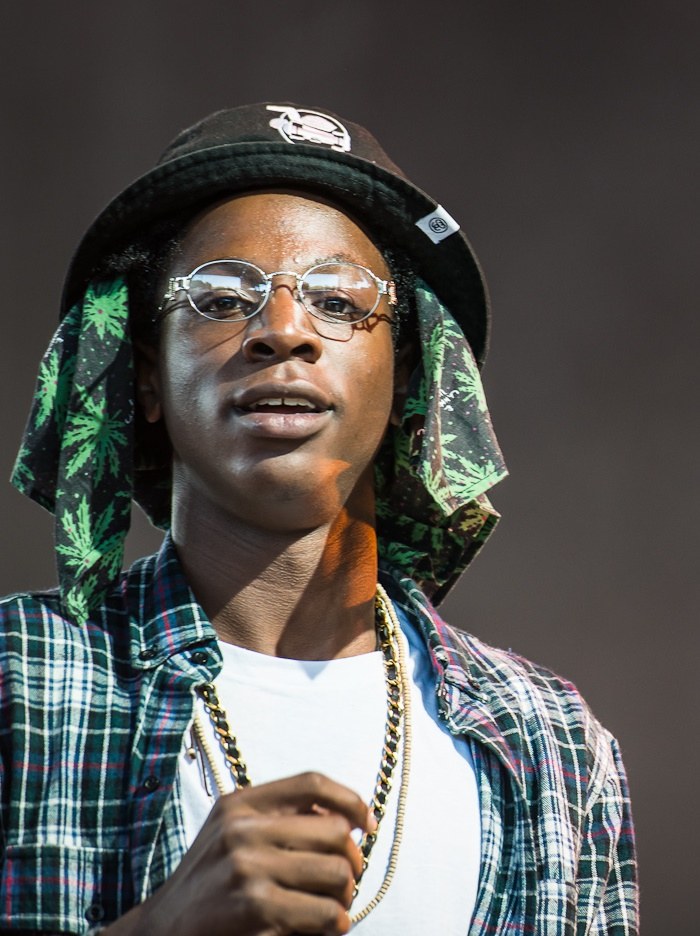
ライブでのJoey Bada$$（2013年）

### 家族
2018年にインタビューで一児の父親になったことを明かした。 

### 事件
2015年1月、オーストラリアのニューサウスウェールズ州バイロンベイで開催されたフォールズ・フェスティバルに出演する前に警備員の鼻を折ったとの疑惑で逮捕され、暴行罪で起訴された。

### 慈善事業
2020年5月、COVID-19の流行に際し、ニューヨークのホームレスの学生を支援するために2万5000ドルを寄付した。

## ディスコグラフィ
スタジオ・アルバム
- B4.DA.$$ (2015年)
- All-Amerikkkan Bada$$ (2017年)
- 2020（2022年）